# Telegramkrisen

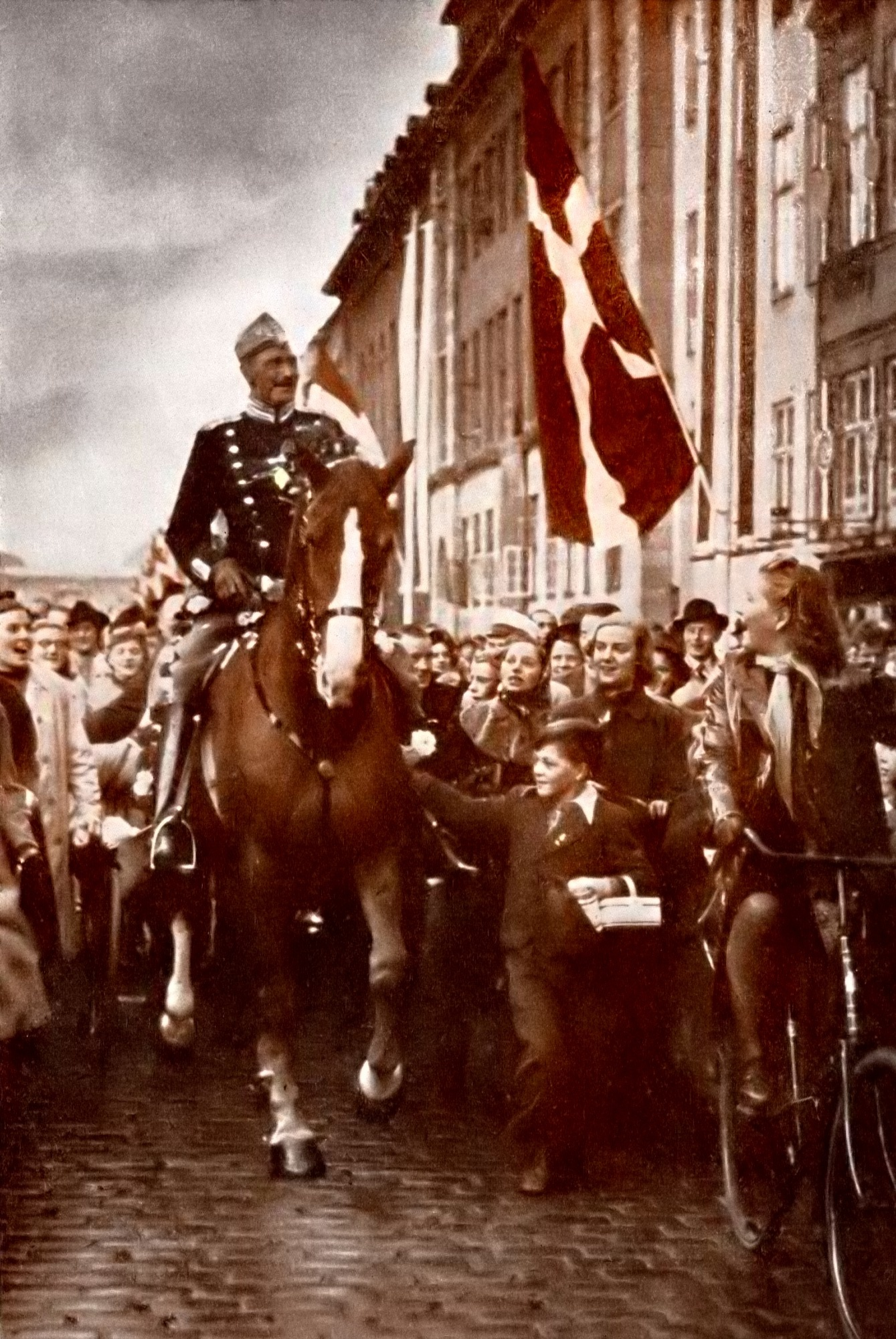
Kung Kristian på sin födelsedag 1940. Hans svarstelegram till Hitler 1942 utlöste telegramkrisen.

Telegramkrisen var en diplomatisk kris mellan Nazityskland och Danmark hösten 1942 under andra världskriget, då Danmark befann sig under tysk ockupation. 
Upprinnelsen till krisen var att den tyske führern Adolf Hitler framförde sina gratulationer till kungen Kristian X av Danmark på dennes födelsedag 26 september 1942. Kungen skickade som svar kungahusets kortfattade standardtelegram med texten "Udtaler min bedste tak. Christian Rex". Detta sågs av Hitler som en förolämpning, och den rasande rikskanslern krävde en hårdare tysk kontroll över Danmark. En djupare liggande orsak till krisen var att tyskarna var missnöjda med de tilltagande antityska stämningarna i Danmark.
Regeringen Buhl måste avgå och ersattes av regeringen Scavenius. På de högsta tyska posterna skedde också vaktombyte. SS-generalen Werner Best ersatte Cecil von Renthe-Fink som "riksfullmäktig" och chefen för de tyska styrkorna i Danmark, generallöjtnant Erich Lüdke ersattes av general Hermann von Hanneken.